# Fulton McGrath
Fulton McGrath (Superior (Wisconsin), 6 december 1907 – 1 januari 1958) was een Amerikaanse jazzpianist en -componist.

## Biografie
McGrath werkte begin jaren 1930 met Red Nichols en Smith Ballew, vervolgens rond 1932 in de band van Tommy en Jimmy Dorsey en als studiomuzikant bij o.a. Adrian Rollini, Red McKenzie, Steve Washington, Harry Rosenthal, Joe Venuti en Mildred Bailey en in radio-orkesten. Van 1935 tot 1937 was hij lid van het radio-ensemble van Lennie Hayton en speelde hij aan het einde van het decennium met Bunny Berigan, Joe Venuti en Chauncey Morehouse. Nadat hij in het NBC-orkest had gewerkt, verhuisde hij in 1943 naar de westkust, waar hij werkte als muzikant voor de Hollywood-filmstudio's.Hij componeerde de nummers Shim Sham Shimmy (met Jimmy Dorsey) en in 1942 Mandy is Two (met een tekst van Johnny Mercer). De titel van het laatste nummer verwijst naar de tweede verjaardag van Mercers dochter Mandy. Het lied was toen gecoverd door Lorez Alexandria, Bing Crosby, Stan Getz, Billie Holiday, Miriam Klein, Bob Scobey en Claude Thornhill. McGrath was de schoonvader van Victor Feldman.
Hugues Panassié telde McGrath in zijn boek The Real Jazz (1942) met o.a. Frank Froeba, Joe Bushkin en Claude Thornhill tot de meest veelbelovende blanke jazzpianisten van zijn tijd.

## Overlijden
Fulton McGrath overleed in januari 1958 op 50-jarige leeftijd.
- Bibliothèque nationale de France: cb13932100h (data)
- Gemeinsame Normdatei: 136211275
- International Standard Name Identifier: 0000 0003 5408 7634
- Library of Congress Control Number: n2007033215
- MusicBrainz: 1c2034d1-dc77-40fd-85af-c0035093f024
- Nationale Bibliotheek van Israël: 987007350171305171
- Virtual International Authority File: 12494756
- WorldCat: E39PBJdRtWj7mwjPwxMjBYXGHC